# Christian Christiansen (komponist)
 For alternative betydninger, se Christian Christiansen. (Se også artikler, som begynder med Christian Christiansen)
Christian Aagaard Christiansen (født 20. december 1884 i Hillerød, død 19. februar 1955 i København) var en dansk pianist og komponist, der gjorde et stort arbejde ud af at udbrede kendskabet til Carl Nielsens klavermusik i både Danmark og i udlandet.
Christiansen arbejdede som klaverlærer på Det Kongelige Danske Musikkonservatorium fra 1906 til 1954, hvor han indførte den Carreno-Breithauptske undervisningsmetode. Fra 1947 til 1953 var han direktør for konservatoriet, hvor han også blev udnævnt til professor i 1949.